# Franco Trevisi
Franco Trevisi (Carpi, 29 novembre 1945) è un attore italiano.

## Biografia
Dopo un'infanzia come cantante nelle balere emiliane e una lunga gavetta in teatro (diplomato alla Scuola Civica di Teatro di Milano) ha lavorato con Fo,Trionfo, Parenti, Cirino, Fantoni, Ronconi Ect, Trevisi esordisce come attore di cinema nel 1978 in Prova D'Orchestra per la regia di Fellini.  Dopo aver partecipato a numerosi film italiani e internazionali(viene diretto da Bluwal ,Cimino, J.McBride ,Chouraqui, Ramati ect) , Trevisi diventa un volto noto delle fiction televisive dagli anni ottanta agli anni duemilaventi . Sebbene abbia ricoperto pochi ruoli da protagonista (vedi ANTELOPE COBBLER di Falduto 1993, TRE CASI PER LAURA C. di Tescari 2002), tanti sono stati i ruoli secondari e da comprimario dove sempre lo vedono componente del cast principale.  Una curiosità: Trevisi ha recitato in entrambe le miniserie biografiche su Padre Pio da Pietrelcina, girate e distribuite quasi contemporaneamente. In Padre Pio di Mediaset ha interpretato il ruolo del vescovo di Manfredonia, mentre invece in Padre Pio - Tra cielo e terra della Rai ha interpretato il ruolo di padre Elia.

## Filmografia

### Cinema
- Chiedo asilo, regia di Marco Ferreri (1979)
- L'educatore autorizzato, regia di Luciano Odorisio (1980)
- Uomini e no, regia di Valentino Orsini (1980)
- Langturschauffør, regia di Peter Ringgaard (1981)
- La tragedia di un uomo ridicolo, regia di Bernardo Bertolucci (1981)
- Occhei, occhei, regia di Claudia Florio (1983)
- Benvenuta (Benvenuta), regia di André Delvaux (1983)
- Flirt, regia di Roberto Russo (1983)
- La vera storia della rivoluzione francese (Liberté, égalité, choucroute), regia di Jean Yanne (1985)
- Phenomena, regia di Dario Argento (1985)
- Assisi Underground (The Assisi Underground), regia di Alexander Ramati (1985)
- Juke box, regia di Carlo Carlei e Enzo Civitareale (1985)
- Il caso Moro, regia di Giuseppe Ferrara (1986)
- Ginger e Fred, regia di Federico Fellini (1986)
- Ultimo minuto, regia di Pupi Avati (1987)
- Kidnapping - Pericolo in agguato (Man on Fire), regia di Elie Chouraqui (1987)
- Il siciliano (The Sicilian), regia di Michael Cimino (1987)
- Vogliamoci troppo bene, regia di Francesco Salvi (1989)
- Francesco, regia di Liliana Cavani (1989)
- Tempo di uccidere, regia di Giuliano Montaldo (1989)
- Les ritals, regia di Marcel Bluwal (1991)
- Cinecittà... Cinecittà, regia di Renzo Badolisani (1992)
- Antelope Cobbler, regia di Antonio Falduto (1993)
- Apocrifi sul caso Crowley, regia di Ferdinando Vicentini Orgnani – cortometraggio (1994)
- L'ultimo concerto, regia di Francesco Laudadio (1995)
- Vendetta, regia di Mikael Håfström (1995)
- Facciamo fiesta, regia di Angelo Longoni (1997)
- La tregua, regia di Francesco Rosi (1997)
- Nel profondo paese straniero, regia di Fabio Carpi (1997)
- Il primo estratto, regia di Gianpaolo Tescari (1997)
- Mare largo, regia di Ferdinando Vicentini Orgnani (1998)
- La rumbera, regia di Piero Vivarelli (1998)
- Un uomo perbene, regia di Maurizio Zaccaro (1999)
- Nora (Nora), regia di Pat Murphy (2000)
- Denti - regia di Gabriele Salvatores (2000)
- I cavalieri che fecero l'impresa, regia di Pupi Avati (2001)
- Les bronzés 3: amis pour la vie, regia di Patrice Leconte (2006)
- Push, regia di Loris Lai – cortometraggio (2006)
- Le cose in te nascoste, regia di Vito Vinci (2008)
- The International (The International), regia di Tom Tykwer (2009)
- La legge del crimine (La premier cercle), regia di Laurent Tuel (2009)
- Quando la notte, regia di Cristina Comencini (2011)
- J.A.C.E., regia di Menelaos Karamaghiolis (2011)
- Il console italiano, regia di Antonio Falduto (2012)
- Canepazzo, regia di David Petrucci (2012)
- Shuna: The Legend, regia di Emiliano Ferrera (2012)
- Vinodentro, regia di Ferdinando Vicentini Orgnani (2013)
- Tode Tì, regia di Valerio Esposito – cortometraggio (2013)
- L'impresa, regia di Davide Labanti – cortometraggio (2014)

### Televisione
- Fregoli, regia di Paolo Cavara – sceneggiato televisivo (1981)
- Turno di notte, regia di Paolo Poeti – miniserie TV (1981)
- Attentato al Papa, regia di Giuseppe Fina – miniserie TV (1986)
- Due assi per un turbo – serie TV, 1 episodio (1987)
- La piovra 3, regia di Luigi Perelli – miniserie TV (1987)
- Assicurazione sulla morte, regia di Carlo Lizzani – film TV (1987)
- Série noire – serie TV (1984)
- La piovra 4, regia di Luigi Perelli – miniserie TV (1989)
- L'Achille Lauro - Viaggio nel terrore, regia di Alberto Negrin – film TV (1990)
- Il ritorno di Ribot, regia di Pino Passalacqua – miniserie TV (1991)
- Un commissario a Roma – serie TV, episodio 1x05 (1993)
- Pronto, regia di Jim McBride – film TV (1997)
- Un medico in famiglia – serie TV, episodio 1x42 (1998)
- La strada segreta, regia di Claudio Sestieri – film TV (1999)
- L'ispettore Giusti – serie TV (1999)
- I giudici - Excellent Cadavers (Excellent Cavavers), regia di Ricky Tognazzi – film TV (1999)
- Padre Pio - Tra cielo e terra, regia di Giulio Base – miniserie TV (2000)
- Padre Pio, regia di Carlo Carlei – miniserie TV (2000)
- Don Matteo – serie TV, episodio 2x15 (2001)
- Tre casi per Laura C, regia di Gianpaolo Tescari – miniserie TV (2002)
- Cuore di donna, regia di Franco Bernini – film TV (2002)
- Un caso di coscienza – serie TV, episodio 1x03 (2003)
- L'avvocato, regia di Massimo Donati e Alessandro Maccagni – miniserie TV (2003)
- Don Matteo – serie TV, episodio 4x11 (2004)
- De Gasperi - L'uomo della speranza, regia di Liliana Cavani – miniserie TV (2005)
- L'uomo sbagliato, regia di Stefano Reali – miniserie TV (2005)
- L'enigma Tewanna Ray, regia di Alessandro Maccagni – film TV (2006)
- Liberi di giocare, regia di Francesco Miccichè – miniserie TV (2007)
- Distretto di Polizia – serie TV (2007)
- Dottor Clown, regia di Maurizio Nichetti – film TV (2008)
- Rex – serie TV, episodio 1x07 (2009)
- Le inchieste dell'ispettore Zen (Zen) – serie TV (2011)
- Cesare Mori - Il prefetto di ferro, regia di Gianni Lepre – miniserie TV (2012)
- Tutta la musica del cuore, regia di Ambrogio Lo Giudice – miniserie TV (2013)
- I segreti di Borgo Larici, regia di Alessandro Capone – miniserie TV (2014)
- I misteri di Laura – serie TV, episodio 1x01 (2015)
- Le indagini di Lolita Lobosco – serie TV, episodio 2x01 (2023)
- Noi siamo leggenda – serie TV, 6 episodi (2023)